# Alniaria
Alniaria là một chi của các thực vật có hoa thuộc họ Hoa hồng, bản địa của Trung Quốc, Đài Loan, Hàn Quốc, Nhật Bản và Viễn Đông Nga. Nó được tách ra từ Sorbus (sensu lato) vào năm 2018.

## Các loài
Các loài sau đây được chấp nhận:
- Alniaria alnifolia (Siebold & Zucc.) Rushforth
- Alniaria chengii (C.J.Qi) Rushforth
- Alniaria folgneri (C.K.Schneid.) Rushforth
- Alniaria hunanica (C.J.Qi) Rushforth
- Alniaria nubium (Hand.-Mazz.) Rushforth
- Alniaria tsinlingensis (C.L.Tang) Rushforth
- Alniaria yuana (Spongberg) Rushforth